# Церква Святої Тройці (Семаківці)
Церква Святої Тройці в Семаківцях — парафія і храм православної громади Чортківського деканату Тернопільсько-Теребовлянської єпархії Православної церкви України в селі Семаківцях Чортківського району Тернопільської области.

## Історія

Інтер'єр храму

У 1895 році поляки та українці спільно збудували костел Преображення Господнього. Однак у 1935 році громада села вирішила мати власну церкву.
13 вересня 1936 року освятили місце під будівництво нового храму. Його зведення завершили у 1939 році, а освятили — у 1940 році. У 1962 році радянська влада закрила церкву, але богослужіння відновили у часи «перебудови».
15 грудня 2018 року храм і парафія приєдналися до ПЦУ.

## Парохи
| Ім'я                   | Роки            | Коротка довідка | Світлини |
| ---------------------- | --------------- | --------------- | -------- |
| о. Лев Воробкевич      |                 | -               |          |
| о. Степан Гавук        |                 | -               |          |
| о. Степан Валігура     | 1953—1962       | -               |          |
| о.Богдан Заяць         |                 | -               |          |
| о. Любомир Фінковський | від 1994 донині | -               |          |